# Pseudopolystigmina spiraeicola
Pseudopolystigmina spiraeicola är en svampart som beskrevs av Murashk. 1928. Pseudopolystigmina spiraeicola ingår i släktet Pseudopolystigmina, divisionen sporsäcksvampar och riket svampar.   Inga underarter finns listade i Catalogue of Life.